# نمایندگان زنجان در مجلس مؤسسان
- میرزا مهدی میرزایی
- آقا ضیاءالدین نایب‌الصدر
- حاج حسین‌آقا رهبری
- میرزا یحیی طارمی
- میرزا محمود حسینی زنجانی، امام جمعهٔ زنجان

## منبع
فهرست اسامی نمایندگان مجلس مؤسسان اول (آذر 1304),موسسه مطالعات تاریخ معاصر